# Огородник Микола Сергійович
Мико́ла Сергі́йович Огоро́дник (грудень 1963, Здолбунів) — майстер народного мистецтва України із міста Здолбунів Рівненської області, займається соломоплетінням.
Понад два десятки років Микола Огородник захоплюється соломоплетінням. Створює як традиційні ужиткові вироби із соломи, так і сучасні художні вироби, які можна побачити на виставках, ярмарках, в музеях. За цей час узяв участь у десятках виставок: від невеликих одноденних — до всеукраїнських і міжнародних.
Микола Огородник не обмежується лише створенням художніх виробів із соломи, а й вивчає історичне минуле соломоплетіння, його традиції, побутування серед певних груп населення. Крім того, навчає соломоплетінню молодь, ділиться секретами майстерності.